# Méen (abbé)
Pour les articles homonymes, voir Saint-Méen (homonymie).
Saint Méen, en latin Mevennus, en breton  Meven, que les Bretons désignent aussi sous les noms de saint Méven ou Néven, naquit dans l'île de Bretagne, vers l'an 540, à l'est du royaume de Morgannwg, aujourd'hui comté de Gwent en  Pays de Galles.

## Biographie
La principale source sur sa vie est la Vita Meveni écrite vers 1084 par le moine Ingomar.
Allié de saint Samson de Dol, il l'accompagne en Armorique et prit part à tous ses travaux évangéliques. On croit qu'après la mort de Samson, il continua à résider dans le monastère de Dol, et qu'il y passa un grand nombre d'années dans la pratique des vertus religieuses. Un jour qu'il se rendait chez le roi breton du Vannetais Waroch, avec lequel il avait une affaire à traiter, il lui fallut traverser une grande forêt qui, divisée en plusieurs cantons, forme aujourd'hui les forêts particulières de Paimpont, de Brécilien, de  La Hardouinais, de Loudéac et de Lanouée. Elle séparait alors la Bretagne en deux parties, dont l'une se nommait le pays en deçà et l'autre le pays au-delà de la forêt (Porhoët). Méen y rencontra, non loin du bourg de Pacata, un riche seigneur nommé Caduon, propriétaire de presque tout le canton. Ce seigneur, qui lui donna l'hospitalité, passa la nuit à l'écouter. Le lendemain, ne pouvant consentir à se séparer de Méen, dont les discours l'avaient vivement touché, il lui offrit tous ses biens pour fonder un monastère, à la condition de venir le bâtir et l'habiter.
Méen lui promit de satisfaire ce désir si ses supérieurs n'y mettaient pas obstacle. Après avoir accompli la mission qui l'appelait à Vannes, il revint chez Caduon, qui lui fit alors donation des meilleures terres qu'il possédait des deux côtés de la rivière du Meu, terres dont la réunion formait une seigneurie nommée Tre-Foss. Le supérieur du monastère de Dol consentit à son départ avec quelques religieux dont il le nomma abbé.
Caduon n'épargna rien pour l'aider dans la construction d'une église et d'un monastère, où la réputation de sainteté de Méen et de ses compagnons attira assez de personnes pour que la communauté devint promptement nombreuse et florissante. Telle fut l'origine de l'abbaye bretonne de Saint-Jean de Gaël, aujourd'hui  en Ille-et-Vilaine, appelée d'abord ainsi parce que l'église fut dédiée à saint Jean le Baptiste, mais nommée depuis Saint-Méen, du nom de son premier abbé. Par la suite, le roi de Domnonée Judicaël s'y serait retiré (vers 637 ?). Sa réputation de thaumaturge  attira pendant longtemps des pèlerins venus parfois de loin, implorant la guérison du "mal de saint Méen", une espèce de lèpre ou de gale, en tout cas une maladie de peau, horrible à voir. L'hospice de Saint-Méen à Rennes, transformé par la suite en hôpital psychiatrique, recevait alors les pèlerins en route vers le monastère de saint Jean de Gaël.
Il fit un voyage à Rome pour y visiter les tombeaux des saints apôtres. Sur la route, à l'aller, il s'arrêta à Sainte-Mère-Église et Peux-et-Couffouleux où il fit jaillir une source dans chacun des villages. À son retour, il passa par Angers, où il prêcha. Une dame de la ville, édifiée par sa parole, où, suivant la légende, pénétrée de reconnaissance de ce qu'il avait chassé de ses terres un serpent monstrueux, lui fit don de ses terres, où Méen fonda un monastère, qu'il peupla de religieux tirés de celui de Saint-Jean de Gaël.
Ce nouveau monastère, situé en Anjou, est appelé par la légende Monopalium ou Monopalm (il s'agit de l'abbaye Saint-Florent de Saumur). Depuis cette époque, Saint-Méen résida alternativement dans les deux monastères, mais plus fréquemment dans celui de Gaël, où il mourut le 21 juin 617.
Le monastère de Gaël, détruit par des pirates normands au IXe siècle, fut reconstruit un peu plus au nord, en un lieu devenu Saint-Méen-le-Grand.

## Ses traces

### En Bretagne et dans le «Grand Ouest» français
Saint Méen est un saint guérisseur, prié dans l'ouest de la France contre les dermatoses. Une « demoiselle de saint Méen » désignait autrefois une galeuse. Le "mal de saint Méen" était une expression qui nommait plusieurs maladies de peau concernant surtout les mains. « une espèce de gale horrible à voir »[réf. souhaitée] que l'on comparait à la lèpre. Quiconque souffrait de la teigne ou de la gale pouvait faire ses dévotions à saint Méen qui, à Vitré, est surnommé "saint Teignoux".
Des reliques authentiques de saint Méen et de Saint Judicaël sont enchâssées respectivement dans les piédestaux des statues de Saint Pierre et de Saint Colomban situées dans le chœur de l'église de Saint-Coulomb en Ille-et-Vilaine.
- Deux communes bretonnes portent le nom de Saint-Méen :
  - Saint-Méen-le-Grand en Ille-et-Vilaine
  - Saint-Méen dans le Finistère, car l'église éponyme de cette paroisse fut construite par saint Arnoc, fils de saint Judicaël, un des meilleurs amis de saint Méen[4]
- Une abbaye porte son nom car elle a été fondée par lui : l'abbaye de Saint-Méen à Saint-Méen-le-Grand
- Saint Méen était aussi le saint patron de la trève de Lannéven, dans l'ancienne paroisse de Botlézan, qui fait partie de la commune actuelle de Bégard dans les Côtes-d'Armor[5].
- Une chapelle Saint-Méen, anciennement Saint-Néven, au village de Senven à Lanrodec dans les Côtes-d'Armor, ainsi qu’une statue.
- Une église Saint-Méen se trouve à Ploéven dans le Finistère
- L'église paroissiale Saint-Méen ou Saint-Meven de Guilligomarc'h dans le Finistère
- Une église Saint-Méen existe à Cancale en Ille-et-Vilaine
- Une église Saint-Méen se trouve à La Fresnais en Ille-et-Vilaine
- Une église et une fontaine Saint-Méen se trouvent à Ploemel dans le Morbihan
- Une chapelle Saint-Méen se trouve à Colpo dans le Morbihan
- Une chapelle Saint-Méen se trouve à La Chapelle-Caro dans le Morbihan
- Une église Saint-Méen à Lasse en Maine-et-Loire
- Une source miraculeuse de Saint-Méen existe au Pré-d'Auge dans le Calvados
- Une source miraculeuse de Saint-Méen se situe à Glanville dans le Calvados
- Une source miraculeuse de Saint-Méen existe à Carbec, commune de Fatouville-Grestain dans l’Eure
- Une source miraculeuse Saint-Méen à Treignac en Corrèze
- Une chapelle Saint-Méen au Cellier en Loire-Atlantique
- Une chapelle Saint-Méen à Saint-Quay-Perros (Côtes-d'Armor)
- Une chapelle Saint-Méen ainsi qu'une fontaine sur la commune du Saint dans le Morbihan
- Une chapelle Saint-Méen à Bains-sur-Oust en Ille-et-Vilaine
- Une statue de saint Méen se trouve dans l'église Notre-Dame-et-Sainte-Barbe de Savigny dans la Manche
- Une statue de saint Méen se trouve dans l'église Saint-Ouen au Pré-d'Auge dans le Calvados.

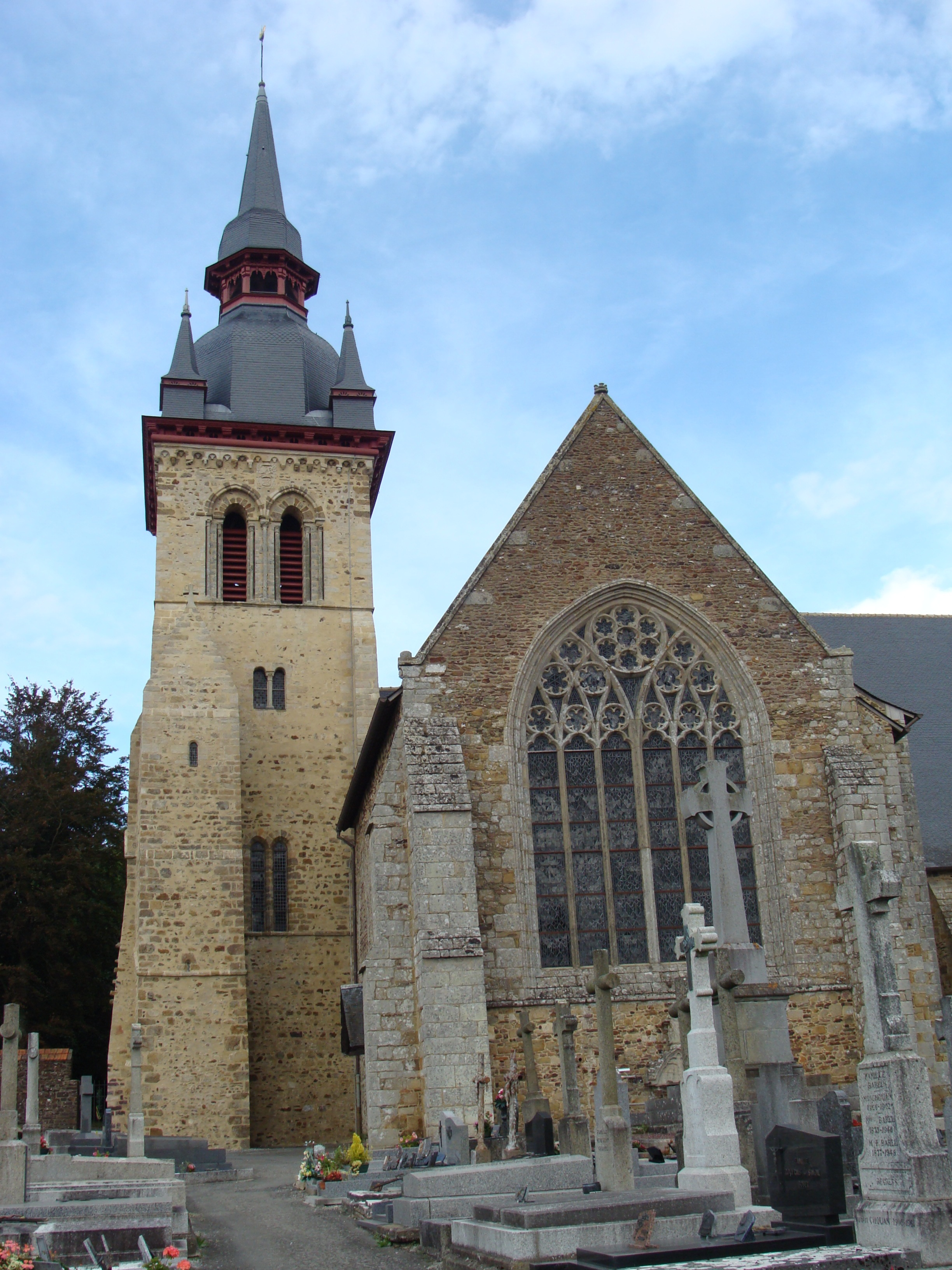
L'ancienne abbaye Saint-Méen à Saint-Méen-le-Grand.
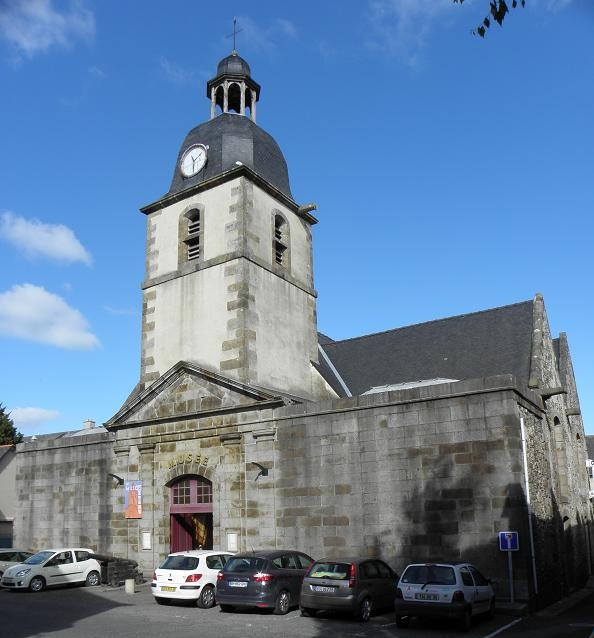
L'ancienne église Saint-Méen de Cancale (Ille-et-Vilaine).
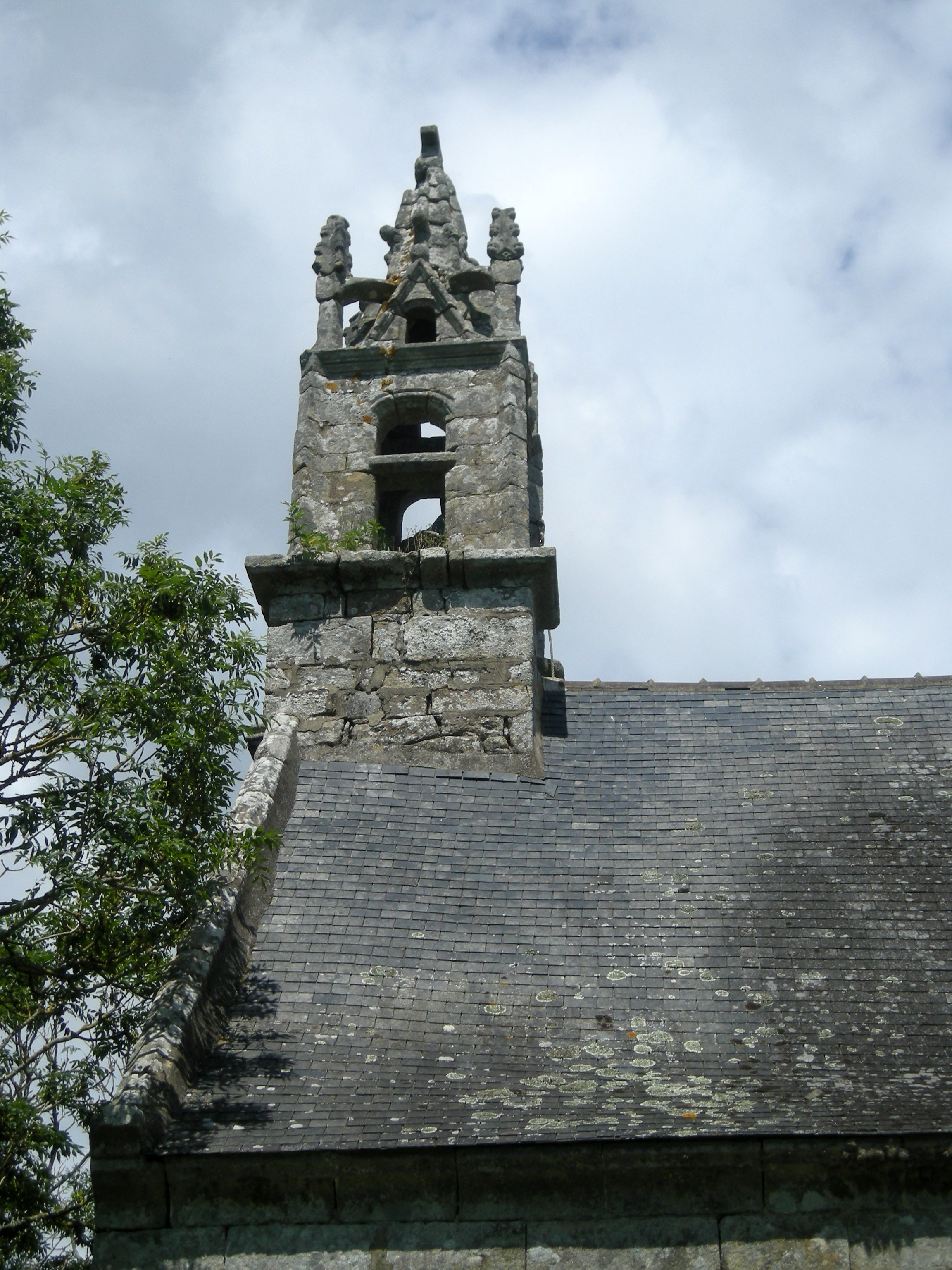
Clocher de l'église Saint-Méen de Ploemel (Morbihan).
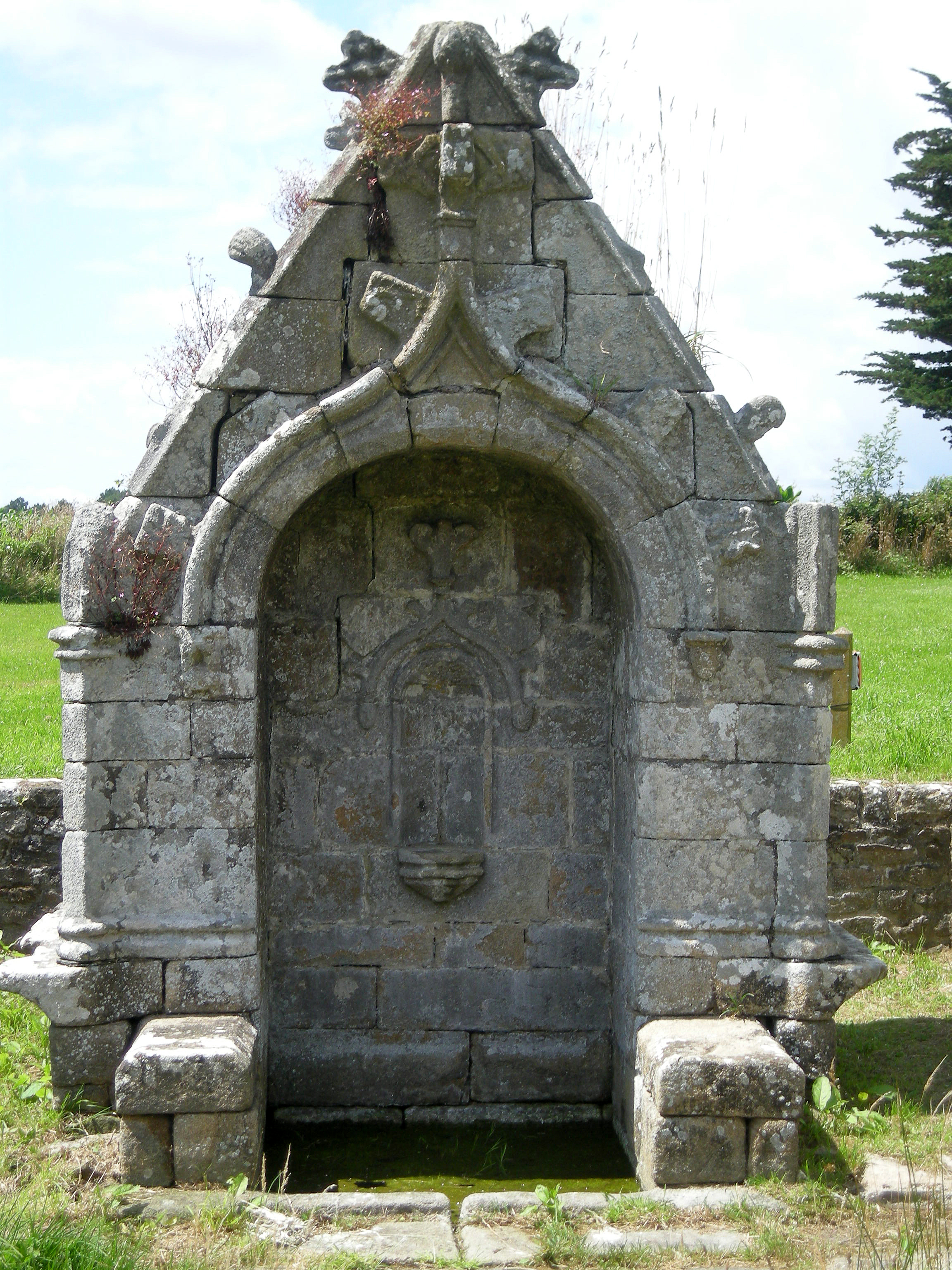
La fontaine Saint-Méen de Ploemel (Morbihan).
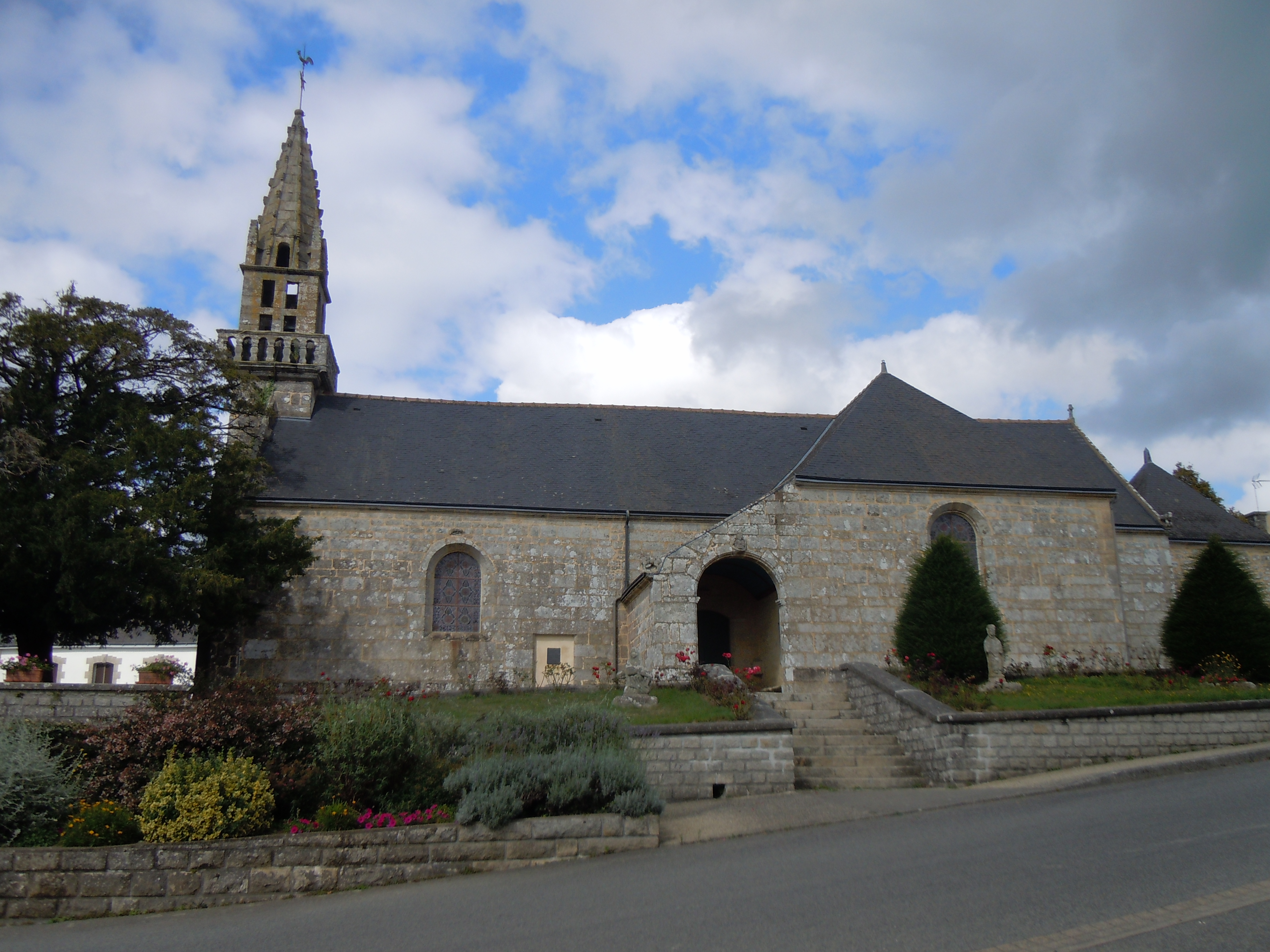
L'église paroissiale Saint-Méen ou Saint-Meven de Guilligomarc'h (Finistère).
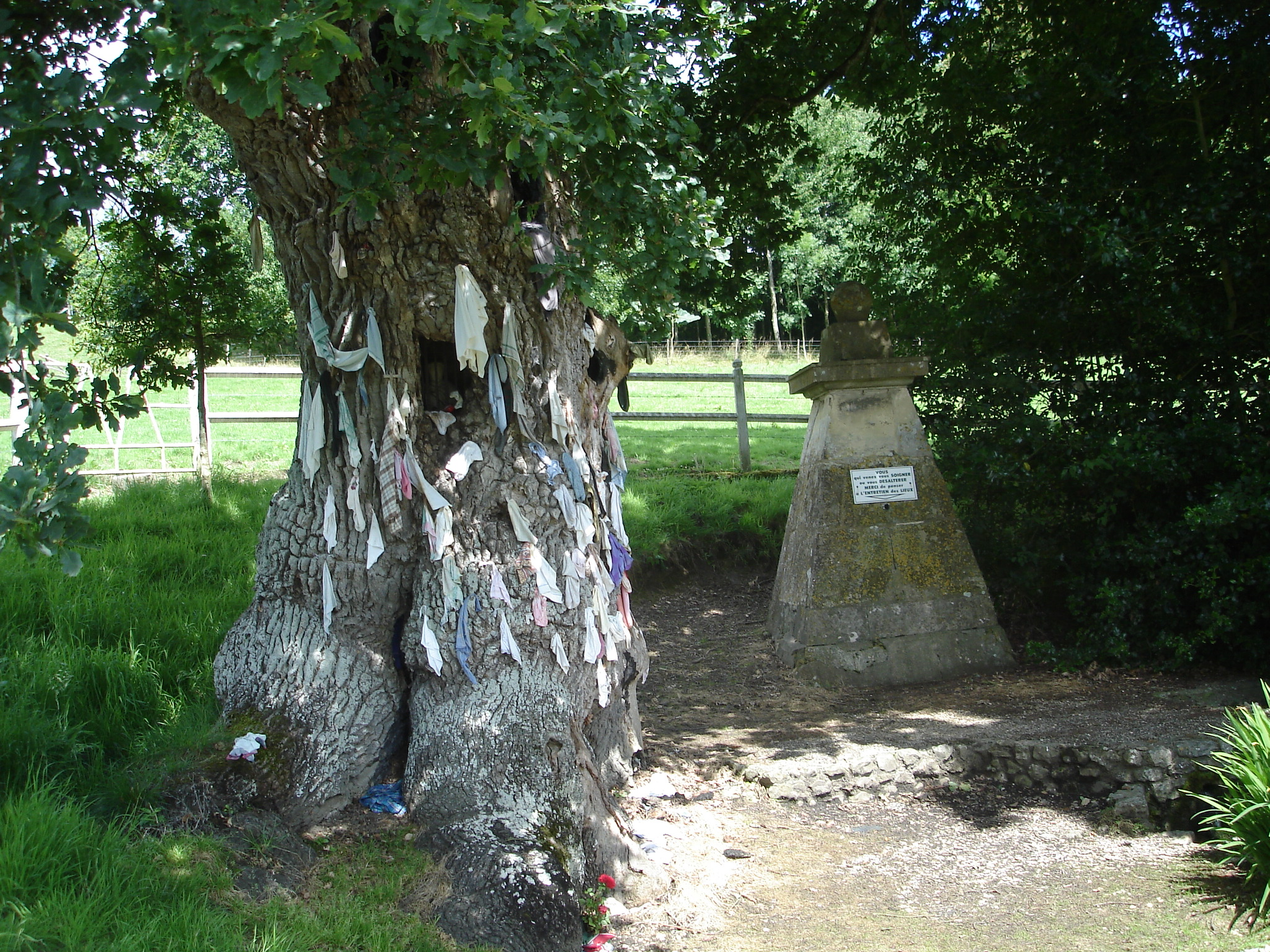
La source miraculeuse de Saint-Méen au Pré-d'Auge (Calvados).
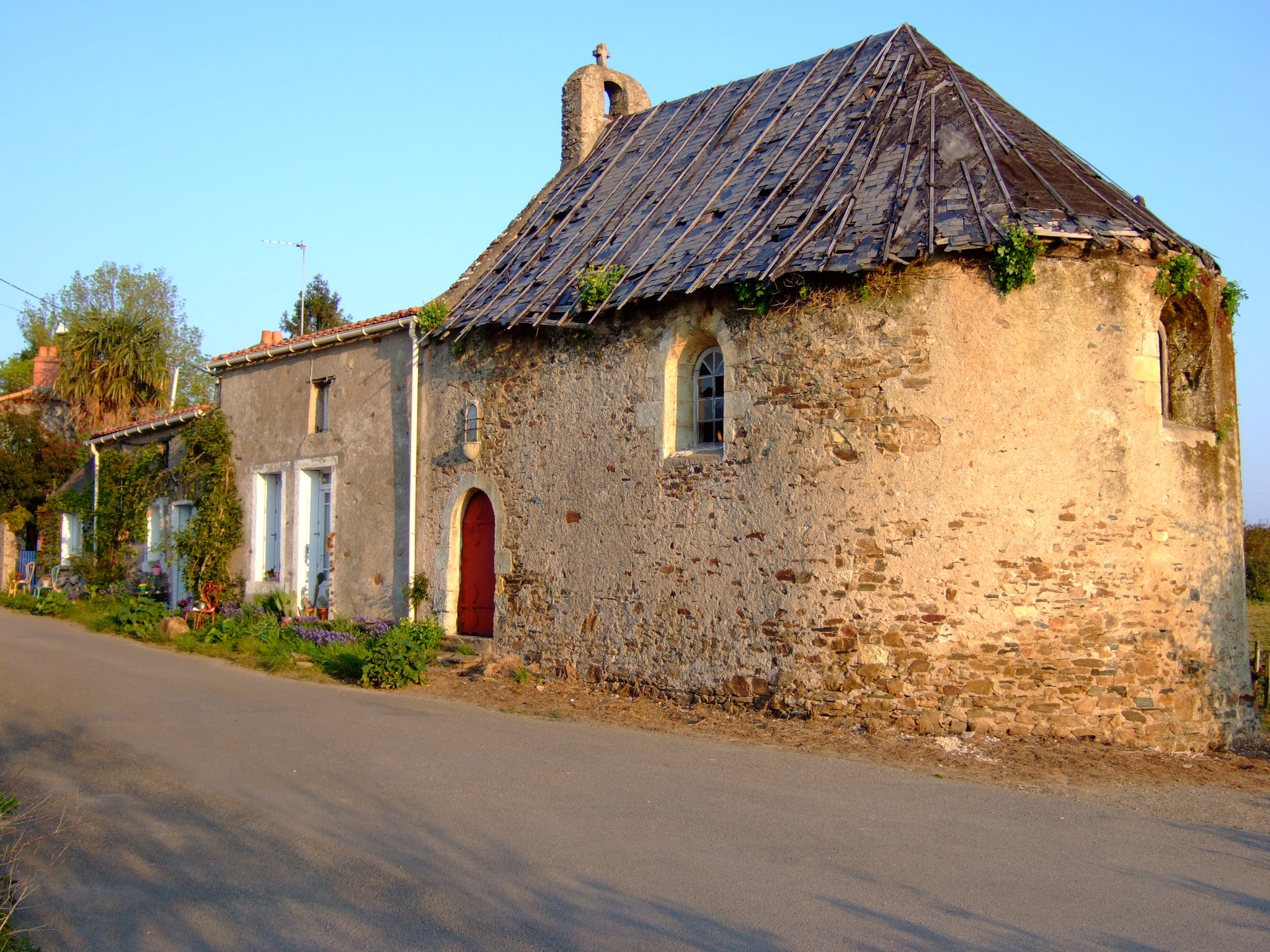
La chapelle Saint-Méen de Le Cellier (Loire-Atlantique).
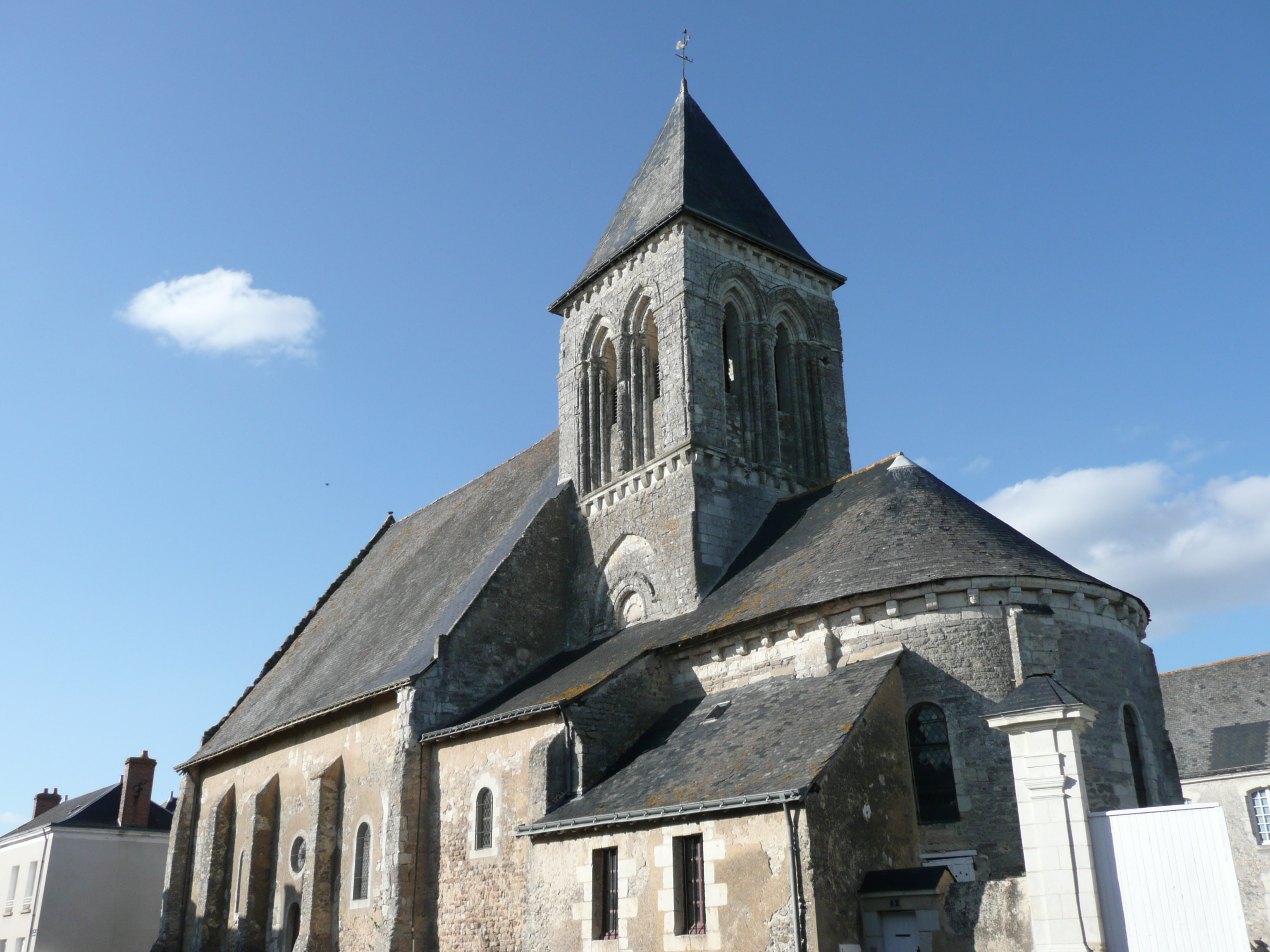
L'église paroissiale Saint-Méen de Lasse (Maine-et-Loire).

### Dans leRouergueet le reste de la France
Ailleurs en France, saint Méen est honoré dans le Rouergue car, au cours d’un pèlerinage à Rome, il fit un détour par le Rouergue où il aurait fait jaillir une source au pied du Merdelou pour guérir les malades de la peste qui sévissait alors :
À Saint-Méen-le-Couffeleux, ancienne paroisse dépendant désormais de la commune de Peux-et-Couffouleux (Aveyron), dans le hameau de Saint-Méen, un pèlerinage a lieu tous les 24 juin en sa mémoire. Les fidèles peuvent y emporter l’eau de la source miraculeuse, réputée comme pouvant guérir les maladies de peau des hommes et des bêtes.

« La légende de Saint-Méen (Sent Mènh en occitan), près de Peux-et-Couffouleux, le fait venir au pied du Merdelou, sommet du Camarès, dont le nom signifierait « margelle », limite. Il y fut aux prises avec une bête sauvage (un loup), équivalent des dragons des autres légendes. Il y aurait été décapité et sa tête en tombant aurait fait jaillir la source du Rance dite de Saint-Méen. Selon une autre légende (Belmontais), il faisait paître un troupeau et, grattant le sol de son bâton, il fit naître une source. On voit que la similitude entre la vie de saint Méen en Camarès et celle de la Bretagne va jusqu'au nom de la rivière ! (...) L’eau a les mêmes vertus que dans les autres sanctuaires de Saint-Méen : guérison des maladies de la peau, de la teigne des enfants et de la gale des brebis. »

Saint Méen est le saint patron d'Haraucourt (Ardennes) :

« Dans les Ardennes française, à Haraucourt, il y eut des nombreux pèlerinages qui attiraient des foules jusqu'à 10 000 personnes en périodes de pointes. Comme les résultats se faisaient attendre, on remplaça la petite statue du saint par une grande statue en plâtre et le pèlerinage reprit de plus belle puis périclita peu à peu. Finalement, il fut « puni » et l'on retrouva sa statue au fond d'un puits : il était décapité et on lui avait coupé les mains. Les enfants qui jouaient avec cette statue l'appelaient « Sans Mains ». »

Une chapelle Saint-Méen existe au Brûly-de-Pesche en Belgique, mais tout près d'Haraucourt.

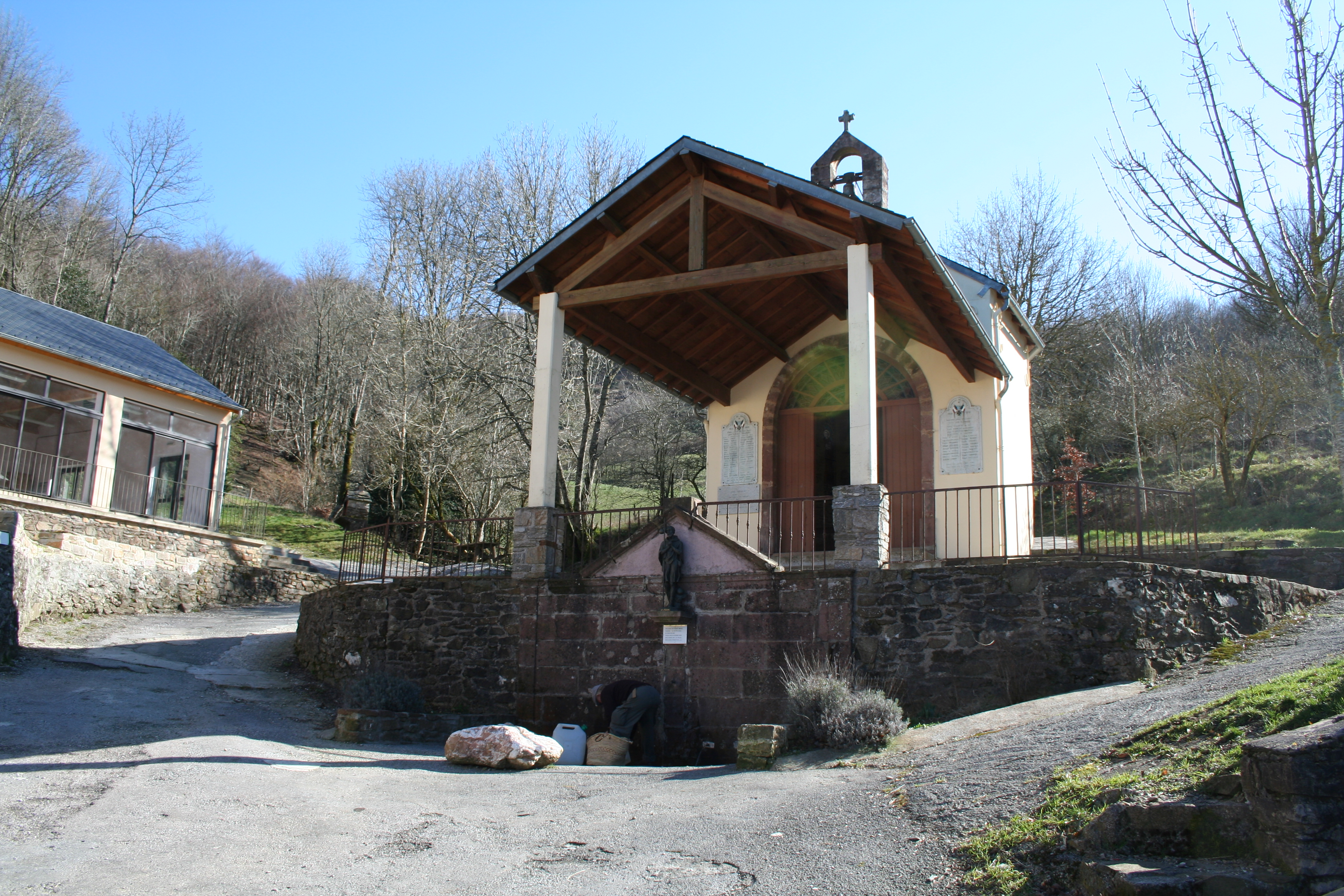
La chapelle Saint Méen de Peux-et-Couffouleux (Aveyron)
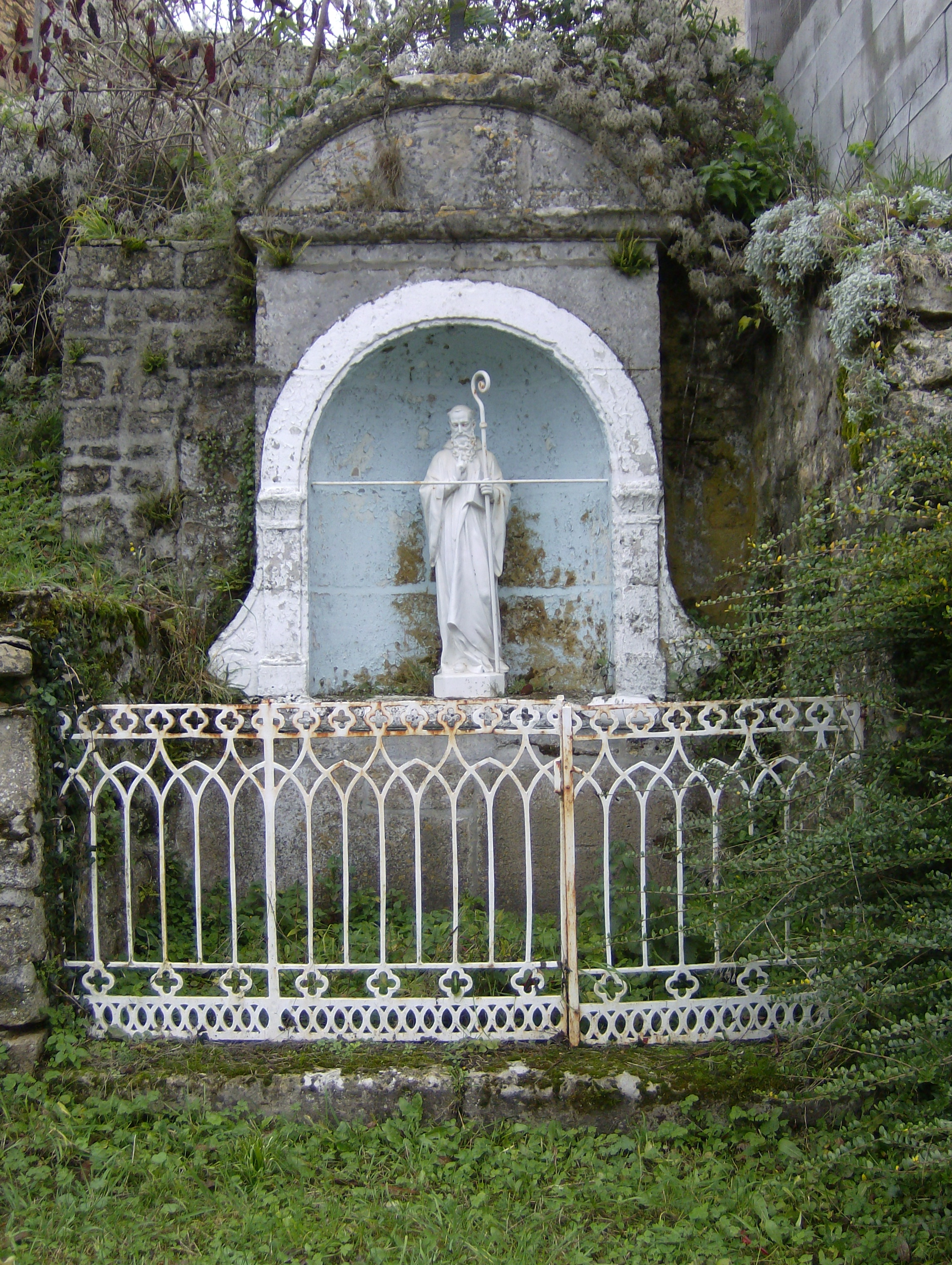
Statue de saint Méen à Haraucourt (Ardennes)
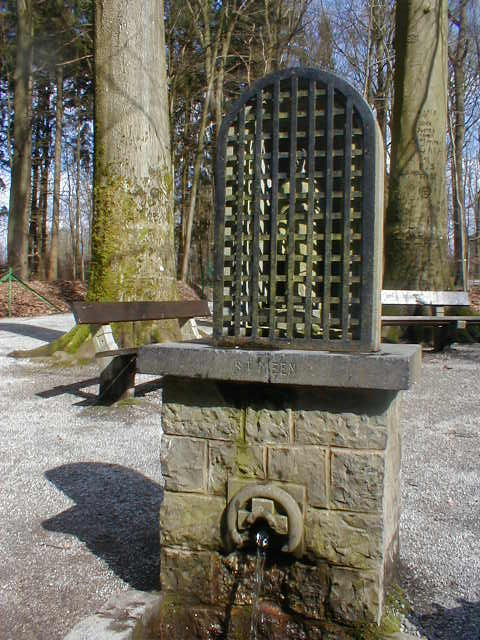
La fontaine Saint-Méen du Brûly-de-Pesche (Belgique)
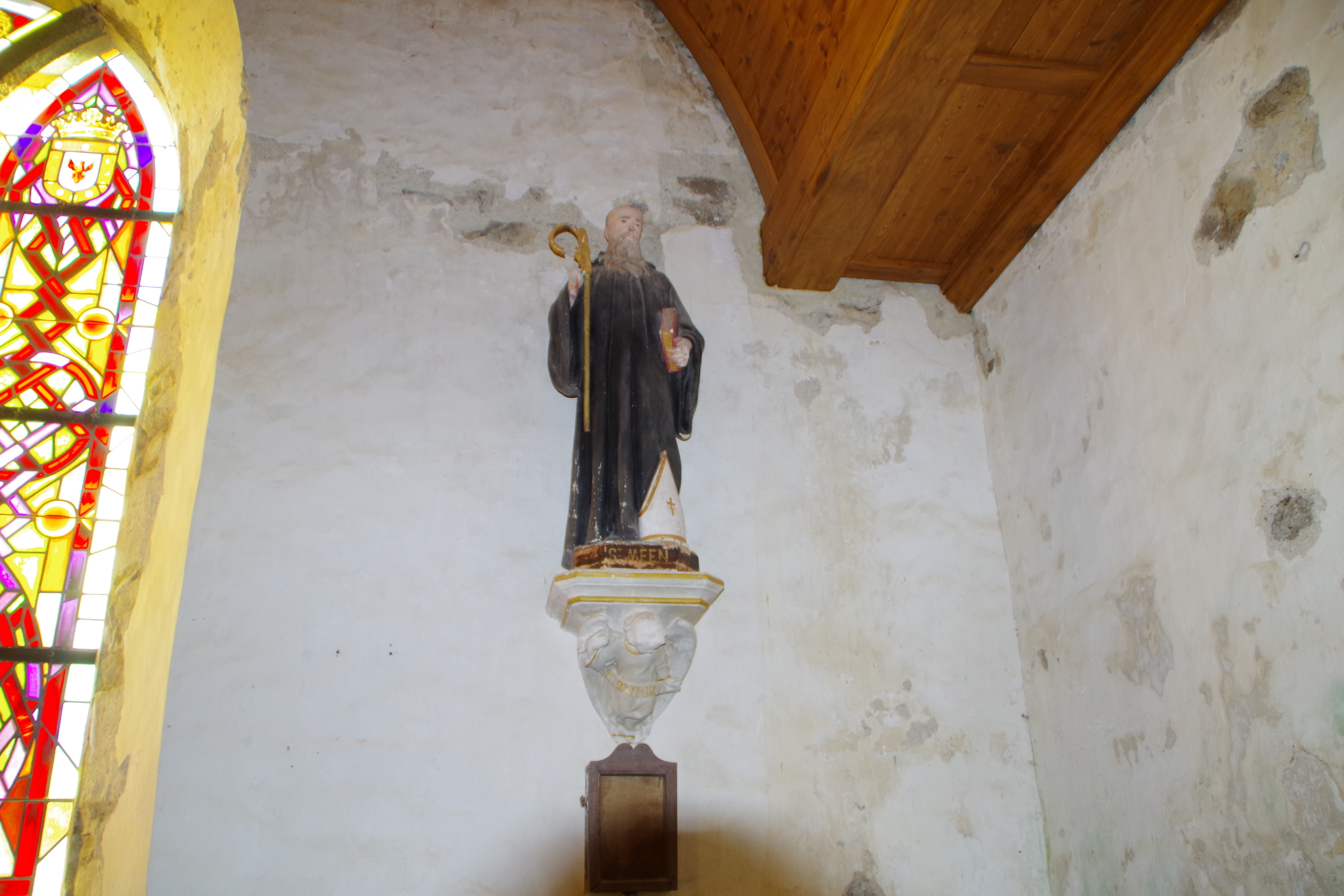
Statue de Saint Méen dans l'église Notre-Dame-et-Sainte-Barbe de Savigny
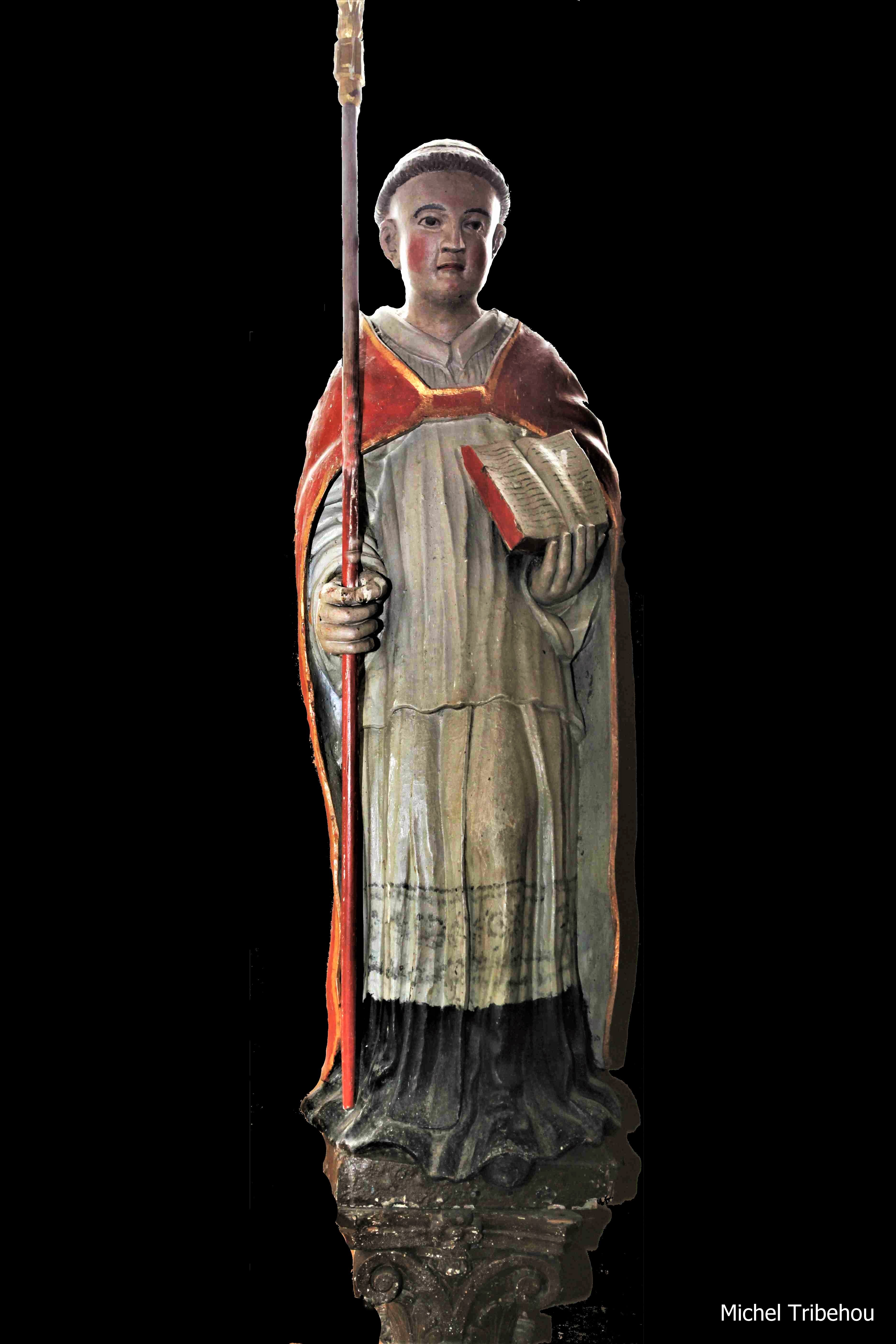
Statue de Saint Méen, bois polychrome du XVIIe siècle dans l’église du Pré-d’Auge dans le Calvados.

### La légende du Grès Saint-Méen àTalensac

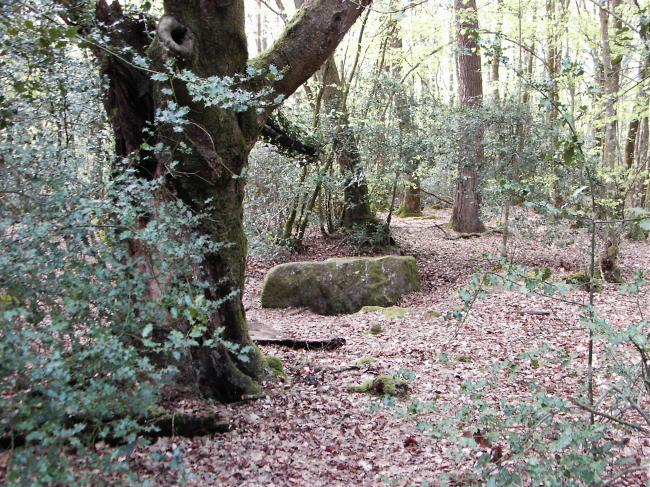
Le menhir du « Grès Saint-Méen » à Talensac (Ille-et-Vilaine)

Le menhir du Grès Saint-Méen se trouve à Talensac (Ille-et-Vilaine) : selon la légende, saint Méen aurait érigé la ville de Talensac. Deux histoires à propos de cette légende existent.
La première version raconte que saint Méen voyageait avec ses disciples et qu'il a vu une colline couverte de végétations près des berges du Meu. Le paysage lui plut et il décida alors de rester quelques jours en ces lieux. Après avoir traversé un gué, il dit à ses moines, en lançant la hache qu'il tenait à la main : « Où cette hâche tombera, Méen bâtira ». Et la hache retomba où se trouve l'église actuelle de Talensac. Saint Méen tint alors parole et défricha, avec l'aide de ses compagnons, un espace assez grand pour y faire construire une chapelle et quelques abris pour lui et ses apôtres. Il prêcha par la suite la bonne parole aux païens des alentours. Un certain nombre de personnes écoutèrent sa voix et vinrent s'installer autour de la chapelle. Selon cette première version, c'est comme cela que se serait développé Talensac.
La seconde version rapporte que le « Grès Saint-Méen » était une sorte de menhir renversé ayant des traces de cupules sur son côté supérieur. Au VIe siècle, après avoir aiguisé sa hache sur cette pierre, saint Méen aurait dit à ces disciples « Où cette hache tombera, Méen bâtira. » Il construisit alors l'église de Talensac, 1 200 m plus loin, là où la hache est retombée. D'après la même version, la pierre servait de table d'autel pour l'immolation de victimes humaines. Saint-Méen y aurait été attaqué par un de ces anciens disciples. Il réussit tout de même à éviter les coups de son apôtre infidèle. Mais celui-ci, dans sa violence, frappa la pierre qui se renversa sur lui et il fut alors écrasé. On dit même que son corps gît encore sous la pierre.